# Athripsodes rieli
Athripsodes rieli är en nattsländeart som först beskrevs av Luisa Eugenia Navas 1918.  Athripsodes rieli ingår i släktet Athripsodes och familjen långhornssländor. Inga underarter finns listade i Catalogue of Life.